# Osyp Mykytka
Osyp Mykytka, ukr. О́сип Мики́тка (ur. 21 lutego 1871 w Załanowie, zm. w sierpniu 1920 w Moskwie) – ukraiński działacz wojskowy, oficer austro-węgierski, generał porucznik UHA.
Od stycznia 1918 był komendantem Legionu USS, od stycznia 1919 dowódca I Korpusu UHA, od sierpnia 1919 komendant garnizonu kijowskiego, od listopada 1919 do lutego 1920 komendant UHA.
Na początku 1920 był komendantem CzUHA, jednak protestował przeciw współpracy z bolszewikami, planując przeprowadzenie oddziałów do Rumunii. 10 lutego 1920 został aresztowany przez Czeka, więziony w obozie w Kożuchowie pod Moskwą, rozstrzelany na Łubiance.